# Rude Awakening (film)
Rude Awakening is een Amerikaanse komediefilm uit 1989 van David Greenwalt en Aaron Russo.

## Verhaal
Twee oude, stoned hippies, die al twintig jaar in een commune in het oerwoud van een Latijns-Amerikaans land wonen, vinden een geheim militair plan voor een atoomaanval. Vastbesloten om deze tegen te houden, keren ze terug naar de Verenigde Staten. Daar worden ze geconfronteerd met de veranderde maatschappij en hun veranderde oude vrienden, die hun idealen kwijt zijn. Bovendien stuiten ze op veel desinteresse bij de bevolking als die geconfronteerd wordt met het plan.

## Rolverdeling
| Acteur                | Personage                  |
| --------------------- | -------------------------- |
| Cheech Marin          | Jesus Monteya              |
| Eric Roberts          | Fred                       |
| Julie Hagerty         | Petra                      |
| Robert Carradine      | Sammy                      |
| Buck Henry            | Lloyd Stool                |
| Louise Lasser -Bonnie |                            |
| Timothy Leary         | restaurantbezoeker (cameo) |
| Andrea Martin         | April                      |
| Cindy Williams        | June                       |
| Cliff De Young        | Brubaker                   |

## Trivia
- Een liedje dat de twee hippies spelen werd in 1995 gesampled door Technohead voor de hit I Wanna Be a Hippy.